# Чемпіонат світу з легкої атлетики 2019 — біг на 110 метрів з бар'єрами (чоловіки)

Фінальний забіг

Змагання з бігу на 110 метрів з бар'єрами серед чоловіків на Чемпіонаті світу з легкої атлетики 2019 у Досі проходили 27-28 та 30 вересня на стадіоні «Халіфа».

## Напередодні старту
На початок змагань основні рекордні результати були такими:
| WR | Ерієс Меррітт (USA)  | 12,80 | Брюссель | 16 серпня 2009 |
| CR | Колін Джексон (GBR)  | 12,91 | Штутгарт | 20 серпня 1993 |
| WL | Грант Голловей (USA) | 12,98 | Остін    | 7 червня 2019  |

Перед чемпіонатом серед фаворитів на перемогу виділявся дует американських атлетів Гранта Голловея та Деніела Робертса, яким належали перший (12,98) та другий (13,00) результат сезону відповідно.

## Результати

### Попередні раунди
Найкращий результат з учасників п'яти забігів показав іспанець Орландо Ортега (13,15). До півфінальної стадії проходили перші четверо з кожного забігу та четверо найшвидших за часом з тих, які посіли у забігах місця, починаючи з п'ятого. Один з фаворитів, Деніел Робертс, переміг у забігу, але був згодом дискваліфікований за збиття бар'єра на сусідній доріжці.
Найкращий результат за підсумками трьох півфіналів показав Омар Маклеод (13,08). До фіналу проходили перші двоє з кожного забігу та двоє найшвидших за часом з тих, які посіли у забігах місця, починаючи з третього.

### Фінал
У фінальному забігу Омар Маклеод був дискваліфікований за штовхання іспанця Орландо Ортеги. Останній біг по дистанції другим, але внаслідок цих поштовхів не зміг зробити фінішне прискорення та фінішував лише п'ятим. Після фіналу іспанська сторона подала апеляцію, внаслідок якої Маклеод був дискваліфікований, а Ортезі була присуджена «бронза».
| Місце | Атлет                        | Час   | Примітки |
| ----- | ---------------------------- | ----- | -------- |
| 1     | Грант Голловей (USA)         | 13,10 |          |
| 2     | Сергій Шубенков (ANA)        | 13,15 |          |
| 3     | Паскаль Мартіно-Лагард (FRA) | 13,18 |          |
| 3     | Орландо Ортега (ESP)         | 13,30 |          |
| 5     | Се Веньцзюнь (CHN)           | 13,29 |          |
| 6     | Шейн Бретвейт (BAR)          | 13,61 |          |
| 7     | Девон Аллен (USA)            | 13,70 |          |
|       | Омар Маклеод (JAM)           | —     | DQ       |